# Zawisza Sulechów
Zawisza Sulechów – nieistniejący polski kobiecy klub siatkarski z siedzibą w Sulechowie, założony w 1971 r. Zdobywca Pucharu Polski (1974/1975), uczestnik rozgrywek najwyższego szczebla ligowego w Polsce (I ligi) w sezonach: 1976/1977 i 1977/1978.
Od sezonu 2013/2014 drużyna występowała w I lidze kobiet, a w edycji 2014/2015 wygrała te rozgrywki. 12 listopada 2015 zarząd klubu poinformował, że z powodu braku środków finansowych wycofuje zespół seniorek z I ligi i go rozwiązuje, lecz nadal będzie prowadzić drużyny młodzieżowe.

## Sukcesy

### Drużyna seniorska
- Puchar Polski:
  -  1. miejsce: 1975
  -  3. miejsce: 1976, 1979
- Mistrzostwo II ligi / I ligi – 1975/1976, 2014/2015

### Drużyny juniorskie
- Mistrzostwo Ogólnopolskiej Spartakiady Młodzieży

1. Kraków – 1973
2. Białystok – 1975
3. Łódź – 1977

- 4. miejsce w Mistrzostwach Polski Juniorek (Sulechów, 2005)
- Mistrzostwo Polski Juniorek Starszych (2001)
- Mistrzostwo Polski Klubów LZS (Białystok, 2000)
- Wicemistrzostwo Polski Juniorek (1974)
- 3. miejsce Mistrzostw Polski Juniorek Starszych (Łódź, 2000)
- 3. miejsce Mistrzostw Polski Młodziczek (Złotów, 1997)
- 4. miejsce Mistrzostw Polski Juniorek Starszych (Sulechów, 2005)
- 5. miejsce Mistrzostw Polski Juniorek Starszych (Gdańsk, 1996)
- 5. miejsce Mistrzostw Polski Juniorek Młodszych (Tomaszów Lub., 1999)
- 7. miejsce Mistrzostw Polski Juniorek Młodszych (Poznań, 1998)
- 4. miejsce Mistrzostwa Polski Juniorek Starszych (Sulechów, 2005)

## Reprezentantki Polski
Kilka wychowanek Zawiszy było powoływanych do reprezentacji Polski różnych kategorii wiekowych:
- Kadra juniorek:
  - Jolanta Wachowska-Domagalska
  - Elżbieta Modrzyk-Sójka
  - Ewa Bućko (Kuźmicka)
  - Bożena Kuźmicka-Waloch
  - Natalia Bamber[3]
- Kadra seniorek:
  - Natalia Bamber
  - Janina Motylewska
  - Ewa Bućko (Kuźmicka)
  - Bożena Kuźmicka-Waloch[4]